# Paso de Ayolia
Paso de Ayolia är en ort i Mexiko.   Den ligger i kommunen Ixhuatlán de Madero och delstaten Veracruz, i den sydöstra delen av landet, 200 km nordost om huvudstaden Mexico City. Paso de Ayolia ligger 414 meter över havet och antalet invånare är 111.
Terrängen runt Paso de Ayolia är kuperad åt nordväst, men åt sydost är den platt. Paso de Ayolia ligger uppe på en höjd. Runt Paso de Ayolia är det ganska tätbefolkat, med 129 invånare per kvadratkilometer. Närmaste större samhälle är La Ceiba, 12,1 km sydost om Paso de Ayolia. Omgivningarna runt Paso de Ayolia är en mosaik av jordbruksmark och naturlig växtlighet.